# Jefferson Airplane (album)
1989-ben, tizenhét évvel a Long John Silver után jelent meg a Jefferson Airplane új dalokat tartalmazó albuma, a Jefferson Airplane. Az albumot az együttes újraalakulásának alkalmából vették fel, de a munkában nem vett részt Spencer Dryden, az Airplane eredeti dobosa. Paul Kantner, Marty Balin és Jack Casady 1986-ban adta ki a KBC Band című albumot, Grace Slick pedig 1988-ban lépett ki a Starshipből. Az albumon közreműködő zenészek között volt Nicky Hopkins és a Toto három tagja, David Paich, Mike Porcaro és Steve Porcaro. Az új albumot egy turnéval népszerűsítették, ám így sem lett sikeres: a Billboard 200-as listáján csak a 85. helyet érte el.

## Az album dalai
1. Planes (Paul Kantner) – 4:28
2. Freedom (Grace Slick) – 4:54
3. Solidarity (Bertolt Brecht/Marty Balin/M. Cummings) – 5:08
4. Madeleine Street (Marty Balin/Paul Kantner) – 4:15
5. Ice Age (Jorma Kaukonen) – 4:18
6. Summer of Love (Marty Balin) – 4:17
7. The Wheel (Paul Kantner) – 6:10
8. Common Market Madrigal (Grace Slick) – 2:47
9. True Love (David Paich/Steve Porcaro) – 3:44
10. Upfront Blues (Jorma Kaukonen) – 2:42
11. Now is the Time (Grace Slick) – 4:53
12. Too Many Years (Jorma Kaukonen) – 4:12
13. Panda (Grace Slick) – 3:38

## Közreműködők
- Grace Slick – ének, billentyűs hangszerek
- Marty Balin – ének
- Paul Kantner – ritmusgitár, ének
- Jorma Kaukonen – szólógitár, ének
- Jack Casady – basszusgitár
- Kenny Aronoff – dob, ütőhangszerek
- Nicky Hopkins – billentyűs hangszerek
- David Paich – billentyűs hangszerek
- Charles Judge – billentyűs hangszerek
- Mike Porcaro – basszusgitár
- Steve Porcaro – szintetizátor program
- Michael Landau – szólógitár
- Peter Kaukonen – szólógitár
- Efrain Toro – ütőhangszerek
- Flo & Eddie – vokál

### Produkció
- Ron Nevison – hangmérnök, producer
- Greg Bear – hangmérnök, producer
- Jefferson Airplane – producer